# Catagonus carlesi
Catagonus carlesi — вимерлий вид пекарі, що жив у Аргентині в пізньому плейстоцені.

## Опис
Скам'янілості Catagonus carlesi датовані 26630 ± 370 роками до нашої ери. Він був пристосований до відкритих або напіввідкритих і посушливих або напівпосушливих середовищ із рідкісним або відсутнім рослинним покривом. Ці екологічні умови сприяли розселенню ссавців, адаптованих до відкритого середовища.

## Таксономія
Дослідження 2017 року щодо філогенетичної систематики видів Tayassuidae передбачає, що Catagonus carlesi слід перемістити до роду Parachoerus разом із живими пекарі Catagonus wagneri та C. bonaerensis, а Catagonus обмежити вимерлим C. metropolitanus.